# Luiz Orlando Carneiro
Luiz Orlando Carneiro (Rio de Janeiro, 30 de outubro de 1938 - Brasília, 11 de janeiro de 2023) foi um advogado, escritor, poeta e jornalista brasileiro, foi editor do Jornal do Brasil ("JB").

## Biografia
Luiz Orlando Carneiro nasceu no dia 30 de outubro de 1938, no Rio de Janeiro. Cursou o ensino primário, médio e científico no Colégio de São Bento (RJ).
Depois de concluído o Colégio São Bento, Carneiro tentou a Escola Naval e o Itamaraty, contrariando a vontade do pai, juiz, que o queria dedicado ao Direito formou-se em Direito pela Faculdade de Direito da Universidade do Estado da Guanabara (UEG, atual UERJ) em 1963. Quando ainda se preparava para o vestibular em Direito, em  outubro de1958, começou a trabalhar como repórter-estagiário no Jornal do Brasil. Foi admitido em janeiro de 1959. Cobriu o Itamaraty de agosto de 1959 a meados de 1963, quando assumiu o cargo de subchefe de reportagem. Foi chefe de reportagem (1964-1969), editor de notícias (1969-1974), chefe da redação (1974-1979), chefe da sucursal do JB em Brasília e diretor-regional do JB (1979-1992), além de editorialista, colunista (Informe JB) e repórter especial especializado em assuntos jurídicos e cobertura do Supremo Tribunal Federal (STF). "Luiz O", como é tratado pelos colegas, continua fazendo a cobertura do STF para o site "Jota", no qual escreve desde 2014.
O contato com a boa música começou cedo. Na infância, Luiz Orlando recebeu educação musical clássica. Foi na adolescência que tornou-se um aficionado do jazz. Em 1965 participou da fundação do Clube de Jazz e Bossa ao lado de Jorge Guinle, Ricardo Cravo Albin, Ary Vasconcelos, Sérgio Porto, Everardo Castro, Robert Celerier e outros.
Já em Brasília, dedica boa parte do tempo a escrever sobre Jazz, do qual é um "emérito especialista", e sobre o qual ensina: "o jazz tem uma pré-história e uma história, e só pode ser devidamente apreciado por quem se dispuser a empreender - com base em seu registro por excelência, as gravações - uma aventura musical".
Mantém, há anos, coluna semanal sobre jazz no Jornal do Brasil (atualmente JBonline).
No dizer de Sandra Moreyra, Carneiro compunha junto a Elio Gaspari, Paulo Henrique Amorim e Renato Machado os grande nomes da imprensa brasileira que compunham o JB nos anos 1970. Foi o responsável pelo ingresso no jornalismo de seu primo José Trajano, considerado um dos maiores jornalistas do Brasil.

### Morte
Ele estava internado em um hospital particular de Brasília, e apresentava quadro de insuficiência renal.

## Obras
- "Jazz, Uma Introdução" (Artenova, 1982);
- "Obras Primas do Jazz" (Zahar,1986);
- "Elas também Tocam Jazz" (Zahar, 1989);
- "Guia de Jazz em CD" (Zahar, 2000; 2002, segunda edição);
- "Entrevistas Imaginárias" (MW Comunicação Empresarial, 2017)